# Pomponesco
Pomponesco é uma comuna italiana da região da Lombardia, província de Mântua, com cerca de 1.555 habitantes. Estende-se por uma área de 12 km², tendo uma densidade populacional de 130 hab/km². Faz fronteira com Boretto (RE), Dosolo, Gualtieri (RE), Viadana.
Faz parte da rede das Aldeias mais bonitas de Itália.

## Demografia
| Variação demográfica do município entre 1861 e 2011                               |
|                                                                                   |
| Fonte: Istituto Nazionale di Statistica (ISTAT) - Elaboração gráfica da Wikipedia |